# Боулдер (Колорадо)
Бо́улдер (англ. Boulder) — город в штате Колорадо, США. Обладает статусом самоуправляемой территории и является окружным центром округа Боулдер. Входит в число наиболее густонаселённых муниципалитетов США и занимает 11-е место по численности населения в штате Колорадо.
По переписи 2010 года численность населения города составляла 97 385 человек, в то время как в городской агломерации (статистически обособленном районе) было 294 567 жителей.
Боулдер славится своей красочной западной историей, в нём в конце 1960-х селились хиппи и здесь расположен главный кампус Колорадского университета в Боулдере, крупнейшего университета штата. Кроме того, Боулдер часто оказывается в высоких статистических рейтингах в сферах здравоохранения, благополучия, уровня жизни, образования и искусства.

## История
7 ноября 1861 года был принят закон, освобождающий место для государственного университета в Боулдере , а 20 сентября 1875 года был заложен краеугольный камень для первого здания (Старое главное здание) в кампусе ТС. Университет официально открылся 5 сентября 1877 года.

## Демография
По данным переписи населения 2010 года в городе проживало 97 385 человек. Популяционная плотность была 3942 жителя на 1,524 км². Расовый состав города составлял 88,0 % белых, 0,9 % афроамериканцев, 0,4 % коренных американцев, 4,7 % азиатов, 0,1 % выходцев тихоокеанских островов, 3,2 % другой расы, 8,7 % населения являются латиноамериканцами любой расы.
Существовало 41 302 домохозяйства, из которых 19,1 % имели детей в возрасте до 18 лет, проживающих с ними, 32,2 % возглавлялись семейными парами, живущими вместе, 5,5 % семей женщины проживали без мужей, а 59,6 % не имели семьи.
Население Боулдера моложе, чем в среднем по стране, в основном из-за присутствия студентов университета. Средний возраст при переписи 2010 года составлял 28,7 года. В Боулдере 13,9 % жителей были моложе 18 лет, 29,1 % — с 18 до 24, 27,6 % — с 25 до 44, 20,3 % — с 45 до 64, а 8,9 % — в возрасте 65 лет и старше. На каждые 100 женщин приходилось 105,5 мужчин. На каждые 100 женщин возрастом 18 лет и старше насчитывалось 106,2 мужчины.
В 2011 году предполагаемый средний доход семьи в Боулдере составил 57 112 долларов. Средний доход работающих мужчин составлял в среднем 71 993 долларов, женщин — 47 574 долларов США. Из общей численности населения 17,4 % людей в возрасте до 18 лет и 6,0 % лиц в возрасте старше 65 лет жили за чертой бедности.
Жилье в Боулдере, как правило, стоит дороже, чем в соседних районах. Во 2-м квартале 2006 года средний односемейный дом был продан за 548 000$ , а средний пристроенный дом (кондоминиум или городской дом) — за $262 000. По данным Национальной ассоциации риэлторов, за тот же период средняя стоимость домов на одну семью по всей стране составила 227 500$ Средняя цена дома в июле 2016 года превысила 1 миллион долларов.

## География и климат

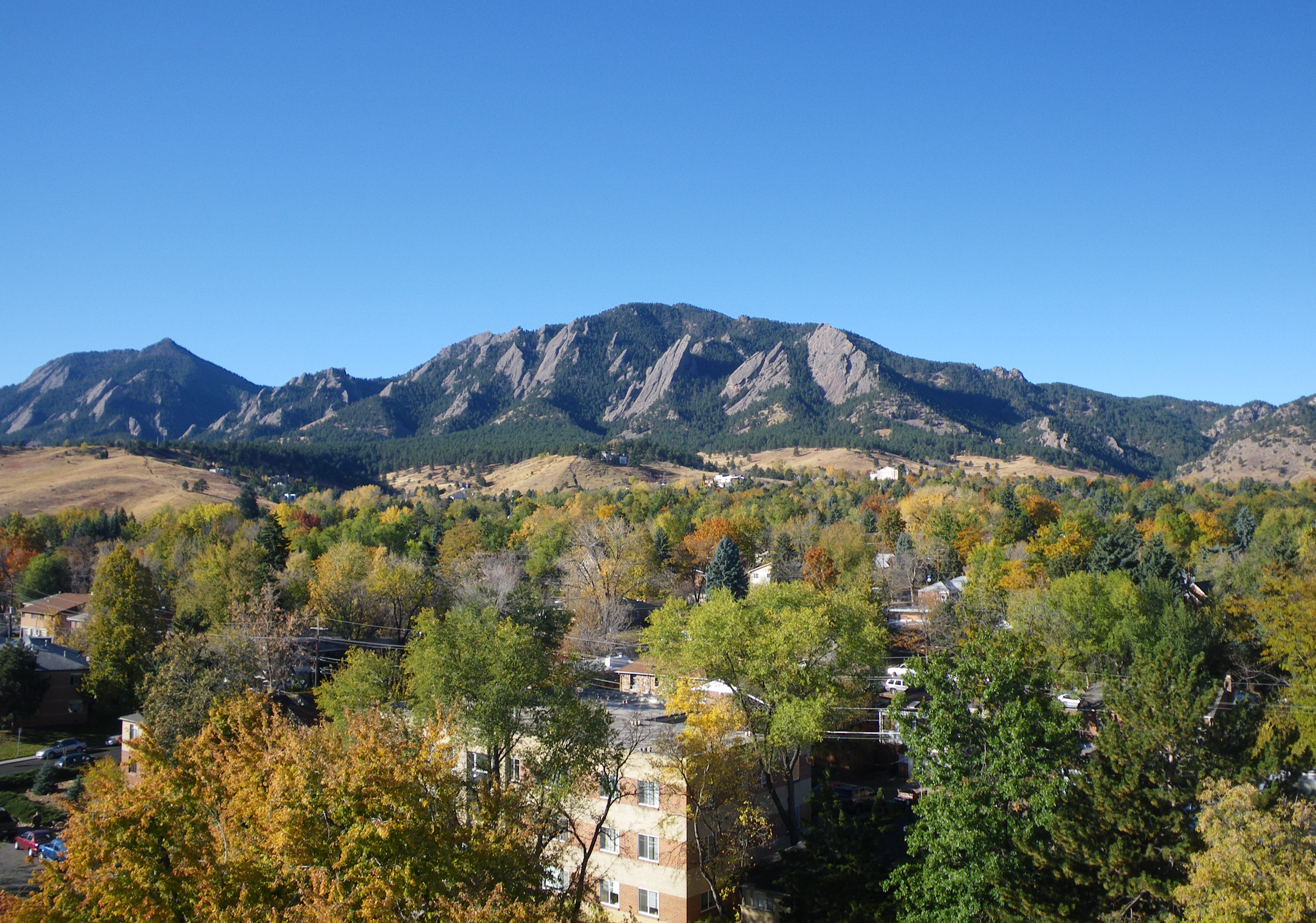
Осень приносит в Боулдер много солнечных дней.

Основанный в 1858 году, Боулдер лежит на отрогах Скалистых гор, в 45 километрах к северо-западу от Денвера, на высоте 1655 метров над уровнем моря. Административный центр одноимённого округа (англ. Boulder County).
В городе, благодаря его высокому расположению над уровнем моря и сухому горному климату, насчитывается почти 300 солнечных дней в году, что делает окрестности Боулдера идеальной тренировочной базой для занятий лёгкой атлетикой, а также некоторыми зимними видами спорта.
Основным потоком воды через город является ручей Боулдер-Крик, который был так назван задолго до основания города из-за больших гранитных валунов, которые каскадом падали в ручей на протяжении веков. Именно от Боулдер-крик, как полагают, получил свое название город. Боулдер-крик имеет значительный сток воды, полученный главным образом из талых снегов и небольших источников к западу от города. Ручей является притоком реки Саут-Платт.
По данным Бюро переписи населения США, общая площадь города составляет 66,5 км². 63,9 км² — это земля, а 2,6 км² — это вода (3,97 %).
Боулдер лежит в широкой котловине под горой Флагстафф, всего в нескольких милях к востоку от континентального водораздела и примерно в 25 милях (40 км) к северо-западу от Денвера. Ледник Арапахо обеспечивает город водой, а также ручей Боулдер, который протекает через центр города.
Международный аэропорт Денвера расположен в 72 км к юго-востоку от Боулдера.

## Политика и правительство
С политической точки зрения Боулдер-один из самых либеральных и демократических городов Колорадо, если смотреть на него через призму федеральных выборов и выборов в Штатах. По состоянию на июль 2019 года зарегистрированные избиратели в округе Боулдер составляли 43,4 % демократов, 14,7 % республиканцев, 1,6 % в других партиях и 40,3 % неаффилированные. Жители города часто называют его «Народная Республика Боулдер»
В 1974 году городской совет Боулдера принял первое постановление штата Колорадо, запрещающее дискриминацию по признаку сексуальной ориентации. Однако избиратели в Боулдере отменили эту меру путем референдума в течение года. В 1975 году клерк округа Боулдер Клела Рорекс была второй в Соединенных Штатах, когда-либо выдававшей лицензии на однополые браки, до принятия законов штата для предотвращения такой выдачи.

## Экономика

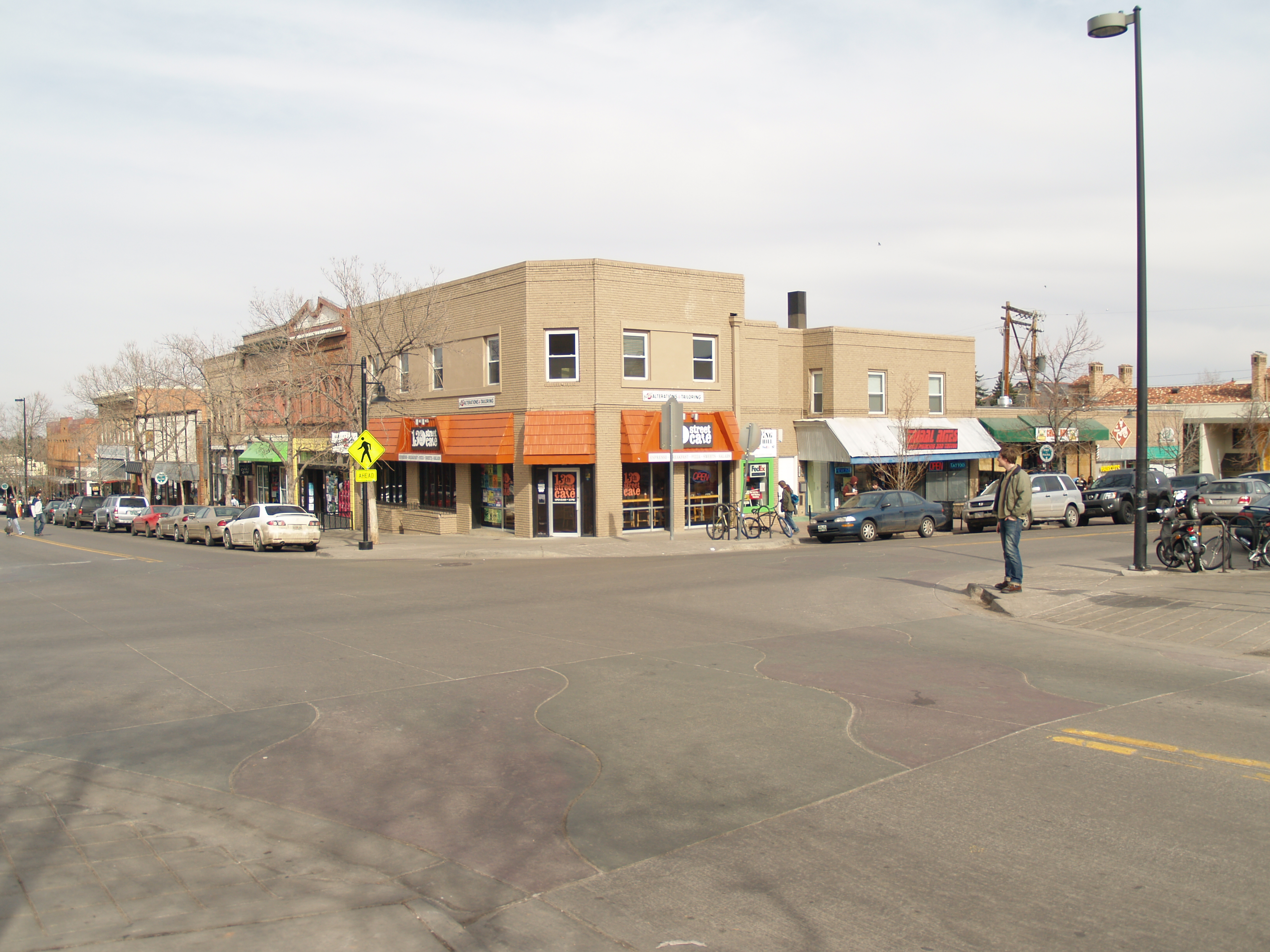
«The Hill» — это одно из самых популярных мест для досуга у студентов Университета Колорадо.

В 2010 году ВВП города составлял 18,3 миллиарда долларов, он является 110-м по величине столичным рынком в Соединенных Штатах.
В 2007 году Боулдер стал первым городом в Соединенных Штатах, который ввел налог на углерод.
В 2013 году Боулдер появился в списке лучших мест для бизнеса и карьеры по версии журнала Forbes.

### Шоппинг

«Pearl Street Mall» в Боулдере.

Одним из самых популярных районов Боулдера является знаменитый торговый центр «Pearl Street Mall», в котором расположены многочисленные магазины и рестораны. Этот торговый центр является излюбленным местом для досуга у жителей Боулдера, он включает в себя десятки ресторанов всех видов и специализированные магазины, включая ремесленные мастерские и магазины гаджетов. Летом и по выходным в торговом центре устраивается множество уличных шоу и представлений, с участием уличных торговцев и художников по татуировке хной.
Традиционный центр города Боулдер, включая «Pearl Street Mall», находится в западной части современного Боулдера. В течение 1950-х и 1960-х годов город расширялся в сторону востока, так как западная сторона ограничена предгорьями. В центре города работает множество ресторанов, баров и бутиков. Однако, здесь мало продуктовых, хозяйственных или универсальных магазинов.
К югу от Pearl Street и рядом с кампусом CU Boulder находится ещё один исторический торговый центр «The Hill». Благодаря некоторым знаковым магазинам и заведениям города, таким как «Albums on the Hill» и «Fox Theatre», торговый центр «The Hill» являлся любимым местом досуга у студентов.
В октябре 2006 года открылся торговый район «Twenty Ninth Street», расположенный в центре Боулдера на месте бывшего торгового центра «Crossroads Mall», к востоку от центра города.
Рядом с торговым центром «Pearl Street Mall» открывается фермерский рынок каждую субботу утром и в среду вечером, с апреля по октябрь, на 13-й улице рядом с Центральным парком. Рынок был создан в 1986 году местными фермерами.

## Культура

### Спорт на открытом воздухе
Боулдер окружен тысячами акров рекреационных открытых пространств, природоохранных сервитутов и природных заповедников. Почти 60 процентов, 35 584 акров (144 км²), открытого пространства общей площадью 61 529 акров (249 км²) является открытым для общественности.

### Болдер Боулдер
Ежегодно с 1979 года в Боулдере проходит 10-километровый забег « Болдер Боулдер», в котором участвуют более 50 000 бегунов трусцой, пешеходов и гонщиков на инвалидных колясках, что делает его одной из крупнейших гонок в мире. Он имеет самый большой призовой фонд в автомобильных гонках. В гонке 2007 года приняли участие более 54 000 бегунов, пешеходов и гонщиков на колясках, что сделало её самой крупной гонкой в США, и пятой по величине гонкой в мире.

### Музыка
Основанный в 1958 году, Боулдерский филармонический оркестр является признанным критиками профессиональным оркестром, под руководством музыкального директора Майкла Баттермана.
Музыкальный фестиваль в Колорадо, основанный Джором Бернстайном в 1976 году, представляет летнюю серию концертов в Chautauqua Auditorium.

### Танец
В Боулдере находится множество танцевальных компаний и заведений. Балет Боулдер был основан бывшим танцором Ларри Бойеттом в 1970-х годах, как часть студии балетного искусства. Современный балет Lemon Sponge Cake был основан в 2004 году Робертом Шер-Махерндлем, бывшим главным танцором Голландского национального и Баварского государственного балета.

### Конференция по мировым делам
Конференция по международным делам, начатая в 1948 году, представляет собой ежегодную недельную конференцию с участием десятков дискуссионных групп по различным современным проблемам.

### Погружение белого медведя
Начиная с 1983 года, сотни людей отправляются в водохранилище Боулдера на Новый год, чтобы принять участие в ежегодном погружении белого медведя. Под присмотром спасательных команд участники используют различные методы, чтобы погрузиться в замерзшее водохранилище. После того, как погружение завершено, пловцы возвращаются в джакузи на пляже водохранилища, чтобы прийти в себя от холода.

### Голый тыквенный бег
Начиная с 1998 года, десятки людей приняли участие в забеге по улицам города, одетые только в обувь и с выдолбленной тыквой на голове. В 2009 году местная полиция угрожала участникам обвинениями в непристойном обнажении, и в официальных выпусках новостей не сообщалось о голых бегунах, хотя местные жители наблюдали за несколькими голыми бегунами.

## Местные особенности
Боулдер — студенческий город. Здесь расположено крупнейшее учебное заведение Колорадо — Колорадский университет в Боулдере (англ. University of Colorado at Boulder, UCB). Университет является главным работодателем города. Почти треть жителей составляют студенты. Университет известен также проходящим здесь ежегодно Шекспировским фестивалем.
Музей естественной истории Колорадского университета является одним из крупнейших естественнонаучных музеев, его коллекция содержит более 4 млн экспонатов.
Город Боулдер прославлен также романом современного американского писателя Стивена Кинга «Противостояние» (The Stand), конечное действие которого разворачивается в этом колорадском городе. Также фигурирует в книге и фильме «Сияние» (The Shining). Стивен Кинг неплохо знал Боулдер, так как бывал в нём в юности. В 2009 году на канале ABC family состоялась премьера сериала «Гимнастки» (англ. Make It or Break It, перевод: Добиться или Сломаться), основные действия которого разворачиваются в Боулдере.
- В 2010 году в рейтинге газеты USA Today Боулдер был признан самым счастливым городом США. К такому выводу пришли составители рейтинга городов из исследовательской фирмы Gallup и здравоохранительной компании Healthways. Всего в рейтинге, который включён в более широкое исследование «Индекс благополучия» (Well-Being Index), значатся 162 крупных и средних по величине города, а также городских агломераций, оценённых по нескольким показателям, включая эмоциональное, физическое и экономическое состояние жителей[37][38].

## Знаменитые уроженцы
- Джелло Биафра, фронтмен группы Dead Kennedys.
- Кристин Дэвис, актриса.
- Джон Фанте, писатель и сценарист.
- Джаред Полис, губернатор штата Колорадо с 2019 года.
- Карпентер, Малколм Скотт

## В популярной культуре

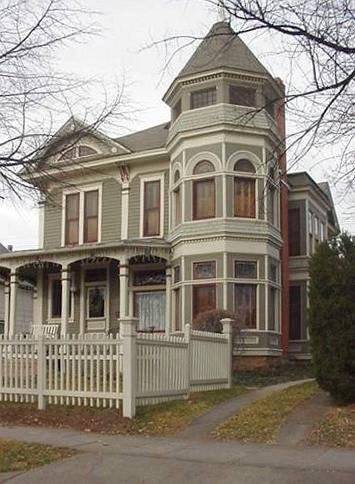
Дом Минди в сериале «Морк и Минди».

Фильм Вуди Аллена «Спящий»(1973) был снят в Боулдере. В фильме были показаны некоторые дома и Лаборатория Национального центра атмосферных исследований, спроектированная Юймин Бэйем.
Боулдер стал местом разворачивающихся событий в книге Стивена Кинга, Противостояние (1978). Кинг прожил в Боулдере чуть меньше года, начиная с осени 1974 года, и в этот период написал книгу «Сияние» (1977).
Телевизионный ситком «Морк и Минди» (1978—1982) был снят в Боулдере, где в качестве дома Минди выступала улица 1619 Pine St. Ресторан «The New York Deli» в торговом центре «Pearl Street Mall» также часто появлялся в кадре.
В американской версии телевизионного ситкома «Офис» персонаж Майкл Скотт покидает шоу в 7-м сезоне и переезжает со своей невестой в Боулдер.

## Лучшие рейтинги
За последние годы Боулдер собрал много топ-рейтингов по здоровью, благополучию, качеству жизни, образованию и искусству. Частичный список ниже показывает некоторые из номинаций:
- 10 самых счастливых городов № 1 (2011)[44]
- Топ самых умных городов № 1[45]
- Десять лучших городов на следующее десятилетие № 4 — журнал личных финансов Киплингера[46]
- Лучшие города для воспитания ребёнка на открытом воздухе № 1 (2009)- Журнал Для Туристов[47]
- Лучшие 25 городов Америки, которые будут хорошо жить № 1 (2009) — журнал Форбс[48]
- Топ-10 самых здоровых городов для жизни и выхода на пенсию № 6 — журнал AARP[49]
- Топ 10 городов для художников № 8 (2007) — журнал Рабочая неделя[50]
- Самый вкусный город Америки № 1 (2010) Журнал «Приятного аппетита»[51]
- Самые странные города Америки 2015 № 10 — Advocate.com[52]
- Лучший рынок жилья в стране на основе роста цен на жилье (2019) — SmartAsset[53]

## Города-побратимы
- Душанбе, Таджикистан
- Лхаса, Китай
- Манте, Мексика
- Халапа, Никарагуа
- Ямагата, Япония
- Ятерас[англ.], Куба